# Peter Baumanns
Peter Baumanns (* 7. Januar 1935 in Heerlen; † 25. Oktober 2023) war ein deutscher Philosoph und Professor der Universität Bonn. Er trat mit zahlreichen Veröffentlichungen zu Immanuel Kant und zum Deutschen Idealismus hervor.

## Leben und Werk
Peter Baumanns promovierte 1963 mit der Arbeit Das Problem der organischen Zweckmäßigkeit (veröffentlicht 1965) an der Universität Bonn.
Von 1963 bis 1965 wirkte er als Lektor an der Universität Toulouse. Von 1965 bis 1973 war er Assistent am Philosophischen Seminar der Universität Bonn. 1970 habilitierte er sich dort mit der Schrift Fichtes ursprüngliches System. Sein Standort zwischen Kant und Hegel (Stuttgart-Bad Cannstatt 1972). Ab 1971 wirkte Peter Baumanns als Professor an der Universität Bonn.

## Veröffentlichungen (Auswahl)
- Fichtes Wissenschaftslehre. Probleme ihres Anfangs. Bouvier, Bonn 1974, ISBN 3-416-01022-1.
- Einführung in die praktische Philosophie. Frommann-Holzboog, Stuttgart-Bad Cannstatt 1977, ISBN 3-7728-0660-0.
- Sprechakttheorie – Universalpragmatik – Ethik. In: Allgemeine Zeitschrift für Philosophie, 1978, S. 45–70.
- Transzendentale Deduktion der Kategorien bei Kant und Fichte. In: K. Hammacher, A. Mues (Hgg.): Erneuerung der Transzendentalphilosophie. Stuttgart-Bad Cannstatt 1979, S. 42–75.
- Kants Begriff des inneren und äußeren Sinnes. In: G. Funke (Hrsg.): Akten des 5. Internationalen Kant-Kongresses. Band 1. Mainz 1981, Bonn 1981, S. 91–102.
- Anschauung, Raum und Zeit bei Kant. In: I. Heidemann, W. Ritzel (Hrsg.): Beiträge zur Kritik der reinen Vernunft. Berlin 1981.
- Die Ethik Kants. (= Fernstudienbrief der Fernuniversität Hagen. Kurs Nr. 033 09). Hagen 1981. - neu erschienen als Buch:  „Kants Ethik - Die Grundlehre“. Königshausen & Neumann, Würzburg 2000, ISBN 978-3-8260-1931-9
- J.G. Fichte. Kritische Gesamtdarstellung seiner Philosophie. Alber, Freiburg/München  1990, ISBN 3-495-47699-7.
- Kants Philosophie der Erkenntnis. Durchgehender Kommentar zu den Hauptkapiteln der „Kritik der reinen Vernunft“. Königshausen & Neumann, Würzburg 1997, ISBN 3-8260-1299-2.
- Kant und die Philosophie der Aufklärung (Kant-Locke-Hume). In: Paul Geyer (Hrsg.): Das 18. Jahrhundert: Aufklärung. Verlag Pustet, Regensburg, S. 193–214.
- Kant und die Bioethik. Königshausen und Neumann, Würzburg 2004, ISBN 978-3-8260-2911-0.

- Die Seele-Staat-Analogie im Blick auf Platon, Kant und Schiller. Königshausen & Neumann, Würzburg 2007, ISBN 3-8260-3677-8.
- Erasmus von Rotterdam als Philosoph. Die Anfänge einer naturalistischen Lebensphänomenologie im frühneuzeitlichen Humanismus. Grin Verlag, München 2013, ISBN 978-3-656-38285-0.
- Von Hobbes bis Rawls. Sieben Kapitel aus der Problemgeschichte der Freiheit. Grin Verlag, München 2018, ISBN 978-3-668-70544-9.
- Die Ideengeschichte von Kant bis Hegel. Königshausen & Neumann, Würzburg 2019, ISBN 978-3-8260-6854-6.
- Kants Antinomie der reinen Rechtsvernunft in systemgeschichtlicher und systematischer Hinsicht, Bonn 2019